# Xiang (Sprache)

Geographische Verbreitung der chinesischen Sprachen

Xiang, veraltet Hsiang, (chinesisch 湘語 / 湘语, Pinyin Xiāngyǔ, auch 湘方言,  Xiāngfāngyán – „Xiang-Regionalsprache, Xiang-Mundart“) ist eine der chinesischen Sprachen. Sie ist nach dem Xiang-Fluss benannt und wird von über 30 Millionen Menschen vor allem in der Provinz Hunan gesprochen. Daher wird die Regiolekt auch als Hunan-Dialekt (湖南语,  Húnányǔ, auch 湖南话,  Húnánhuà) bezeichnet. Xiang war auch die Muttersprache Mao Zedongs.